# Дельвіна (нафтогазоконденсатне родовище)
Дельві́на — нафтогазоконденсатне родовище на крайньому півдні Албанії.
Відкрите в 1985 році свердловиною Delvina-9, введене в експлуатацію 1989 року. Поклади вуглеводнів виявлено на глибині 2800–3400 метрів у відкладеннях крейди та еоцену. Колектори — карбонати.
В 2010 році зареєстрована в Канаді компанія Stream O&G запропонувала план відновлення виробництва із застосуванням сучасних методів вилучення вуглеводнів. В 2011-му для проведення досліджень поведінки резервуару запустили в роботу дві старі свердловини. При цьому на свердловині Delvina-12 провели кислотну обробку, а на Delvina-4 тестували приймальну здатність під майбутнє нагнітання. З урахуванням цих досліджень у 2012 році розпочали спорудження горизонтальної свердловини Delvina-34H1. Усього ж за планом розробки анонсували спорудження дев'ять горизонтальних свердловин та вихід на виробництво 0,2 млн м³ газу на добу. Втім, роботи ведуться з великими затримками. Так, лише в другому кварталі 2015 року відновилось буріння на згаданій вище Delvina-34H1, яка на той час досягнула глибини 1960 метрів із запланованих 3900. Але вже в липні 2015-го буровий станок демобілізували так і не завершивши роботи.
Станом на 30.11.2013 залишкові запаси родовища становили: за категорією підтверджені — 0,225 млрд м³ газу та 0,348 млн барелів конденсату, за категорією підтверджені+ймовірні (2Р) — 0,680 млрд м³ газу та 1,319 млн барелів конденсату.